# La Comunità dei Cristiani

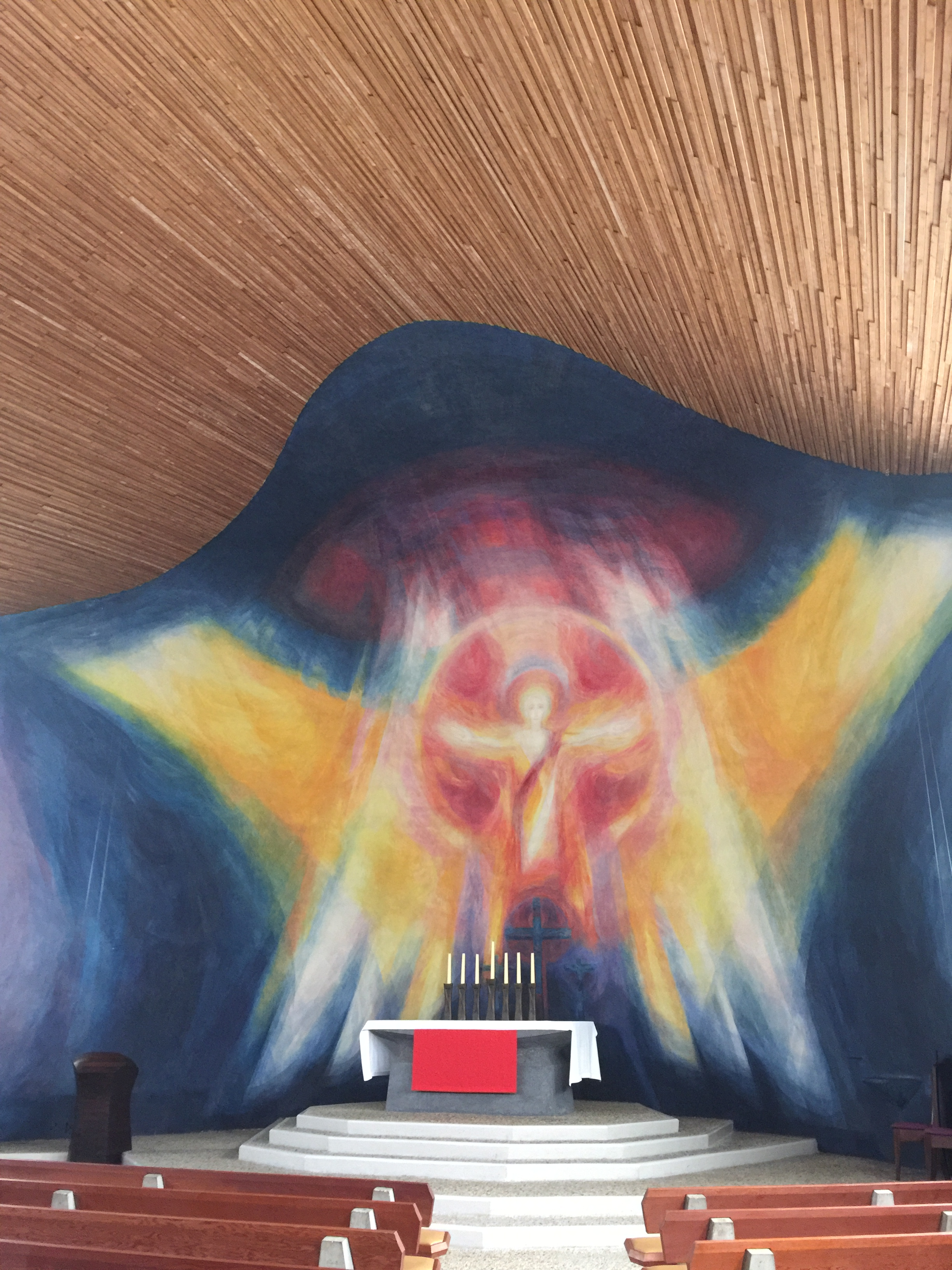
Interno della chiesa Andrieskerk della Comunità dei Cristiani di Amsterdam.

La Comunità dei Cristiani è un movimento per il rinnovamento religioso, indipendente dalle forme confessionali, che si richiama al patrimonio spirituale trasmesso da Rudolf Steiner, sebbene non abbia alcun legame con la Società antroposofica da lui fondata. 
La chiesa sorse nel 1922 su impulso di diversi teologi, col supporto dello stesso Steiner, per dare vita a una società di liberi pensatori che si riconoscano nei valori del cristianesimo, in particolare nella resurrezione del Cristo e nel sacramento dell'Eucaristia.

## Storia

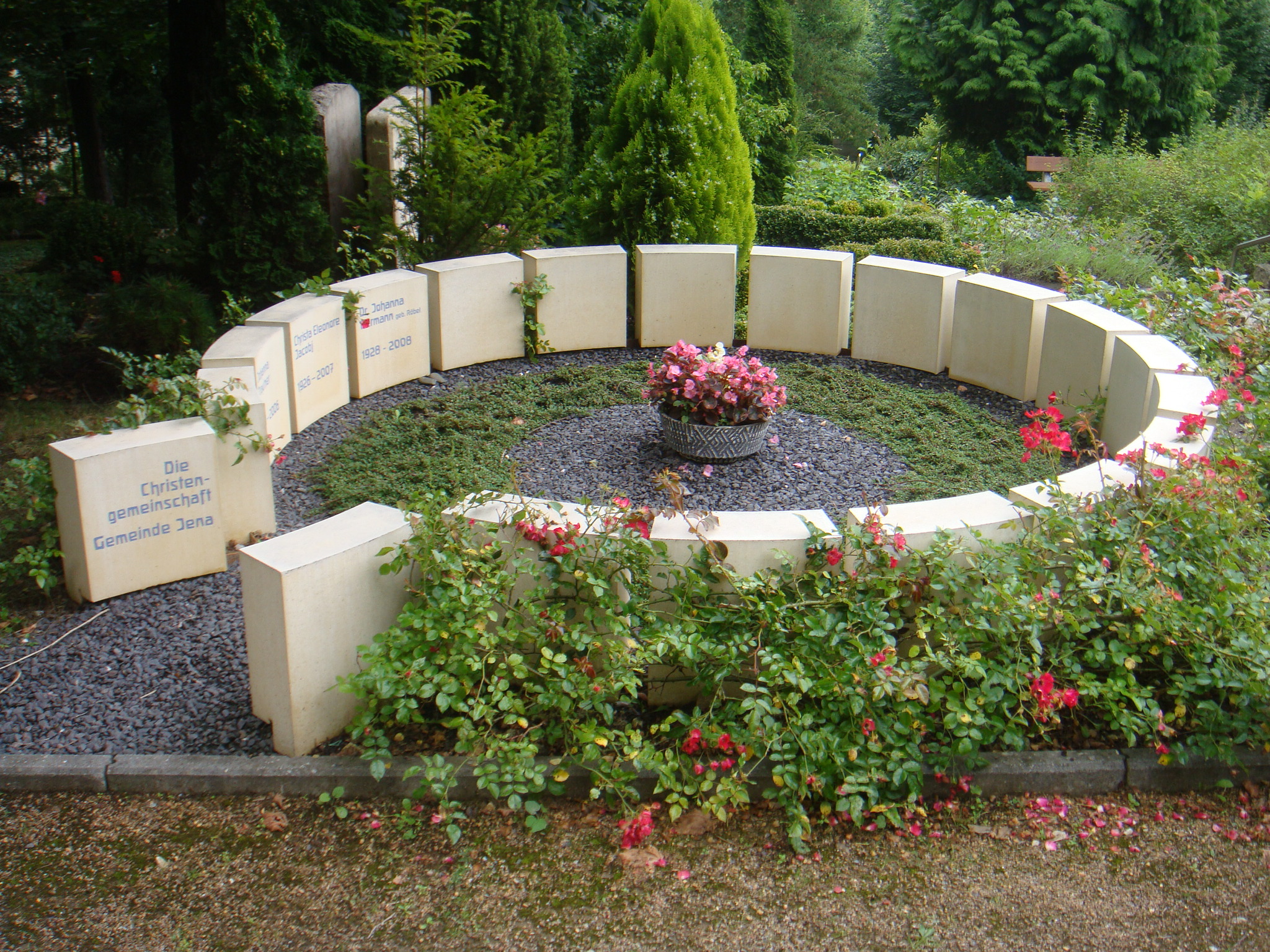
Cimitero della Comunità dei Cristiani di Jena.

La Comunità dei Cristiani venne fondata nel 1922 a Dornach, in Svizzera, da un gruppo di 45 teologi ecumenisti per lo più giovanissimi, sotto la guida del pastore protestante Friedrich Rittelmeyer (1872–1938), il cui primo lavoro si era concentrato sulla promozione di un «cristianesimo dei fatti» socialmente impegnato (Tatchristentum), e di uno dei suoi più ferventi seguaci, Emil Bock (1895–1959).
La nascita del culto avvenne grazie all'aiuto privato di Rudolf Steiner, il quale tenne comunque a escludere qualunque legame ufficiale con l'organizzazione antroposofica:
È un movimento che è nato da se stesso, e da me ha ricevuto dei consigli perché se qualcuno chiede legittimamente un consiglio in qualsiasi settore, è un dovere umano poterlo concedere.»
(Rudolf Steiner, Das Verhältnis der Sternenwelt zum Menschen und des Menschen zur Sternenwelt, pp. 169-170, Dornach, Rudolf Steiner Verlag, 1994 )
La Comunità dei Cristiani si presentava così come l'istitutrice di un culto pienamente in accordo con le conoscenze spirituali fornite dall'antroposofia, dalle quali intendeva trarre linfa, ma che non insegnava queste conoscenze né li considerava vincolanti per entrare a farvi parte, nonostante la provenienza di diversi suoi esponenti dalla Società antroposofica.
Dopo la sua fondazione essa si diffuse soprattutto in Germania, ed in misura minore in Svizzera e Gran Bretagna. Nel 1941 venne messa al bando dal regime nazista, per venire poi ristabilita nel 1945. Nel secondo dopoguerra si diffuse in diversi altri paesi, sicché oggi le sue chiese sono presenti in tutti e cinque i continenti.
La Comunità dei Cristiani è stata una delle prime denominazioni cristiane a praticare l'ordinazione delle donne, annoverandone in origine tre fra i suoi sacerdoti. Un ruolo di rilievo fu svolto inoltre da Maria Darmstädter, in seguito vittima dell'olocausto.
In Italia la prima sacerdotessa fu ordinata nel 1994, mentre la prima sede ufficiale fu stabilita nel 2004 a Bologna, sebbene anche in altre città italiane siano presenti attività del movimento.
Si stima che attualmente siano circa 300 le congregazioni mondiali appartenenti a La Comunità dei Cristiani, e 100.000 gli aderenti complessivi.

### I 45 fondatori
- Friedrich Rittelmeyer
- Emil Bock
- Johannes Werner Klein
- Gertrud Spörri
- Johannes Perthel
- Friedrich Doldinger
- Alfred Heidenreich
- Rudolf von Koschützki
- August Pauli
- Hermann Beckh
- Heinrich Rittelmeyer
- Fritz Blattmann
- Hermann Fackler
- Wilhelm Ruhtenberg
- Claus von der Decken
- Wilhelm Salewski
- Otto Becher
- Heinrich Ogilvie
- Kurt Philippi
- Martin Borchart
- Hermann Groh
- Wolfgang Schickler
- Adolf Müller
- Marta Heimeran
- Richard Gitzke
- Carl Stegmann
- Erwin Lang
- Eberhard Kurras
- Arnold Goebel
- Otto Franke
- Walter Gradenwitz
- Joachim Sydow
- Ludwig Köhler
- Waldemar Mickisch
- Gottfried Husemann
- Rudolf Köhler
- Jutta Frentzel
- Rudolf Frieling
- Thomas Kandier
- Kurt von Wistinghausen
- Wilhelm Kelber
- Eduard Lenz
- Gerhard Klein
- Kurt Willmann
- Harald Schilling[3]

## Organizzazione e principi
La Comunità dei Cristiani si ispira alla più ampia tradizione cristiana liberale, ed in parte ai contenuti esoterici della spiritualità antroposofica.
Le congregazioni della Comunità dei Cristiani sussistono come gruppi finanziariamente indipendenti, ognuno con propri organi amministrativi regionali e internazionali. 
La sede principale è a Berlino, in Germania, dove si trova l’autorità principale, chiamata «Gruppo dei Sette». Questo gruppo è composto da sette Rettori (Lenker), tre dei quali svolgono la funzione di «Rettori centrali» (Oberlenker), e uno di questi tre svolge il ruolo di «Rettore centrale principale» (Erzoberlenker).
Il sacerdozio è da sempre aperto anche alle donne.
Nella Comunità dei Cristiani vige una completa libertà di insegnamento. Pur essendo una comunità liturgica, non ha una teologia ufficiale né articoli di fede, sebbene grande autorità venga riconosciuta alla dottrina antroposofica e ai testi steineriani. Il concetto di dogma cristiano a ogni modo non è preso in considerazione, e non ci si occupa di proselitismo missionario.
Al suo interno vengono celebrati sette sacramenti, tra cui soprattutto l'Eucaristia, generalmente chiamata Atto di Consacrazione dell'Uomo, ed altri sei: Battesimo, Cresima, Consultazione sacramentale (in luogo della Confessione), chiamata anche Confessione Rinnovata, Estrema Unzione, Ordinazione sacerdotale, e Matrimonio. Per i bambini in età scolare esiste un apposito servizio domenicale.

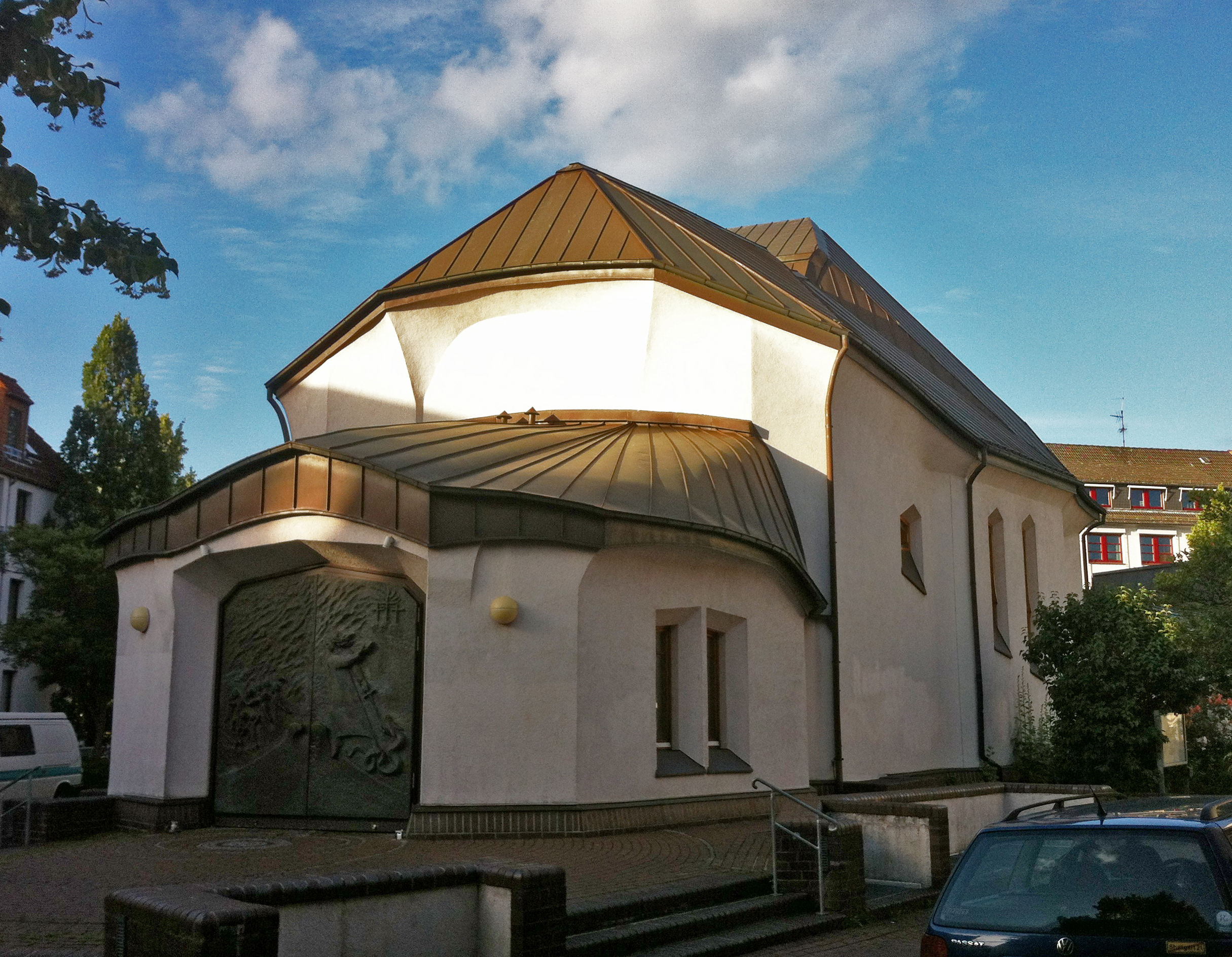
Chiesa di Michele della Comunità dei Cristiani di Brema.

La libertà di insegnamento esercitata dai sacerdoti non può tuttavia contraddire i suddetti sacramenti da loro officiati. Qualunque argomento venga da loro scritto o insegnato ha il valore di una visione personale.
Per entrare a far parte della Comunità dei Cristiani non è richiesto di conformarsi a nessun insegnamento o comportamento specifico.
Non si diventa membri per effetto della nascita, del battesimo o della confermazione, ma con una libera decisione presa da adulto. L'ammissione avviene attraverso una conversazione con un sacerdote della comunità locale.
I principi fondamentali a cui aderisce la maggior parte dei sacerdoti della Comunità dei Cristiani, e che la connotano in senso antroposofico, sono sintetizzabili nei seguenti punti:
- rispetto del libero arbitrio dell'uomo;
- riconoscimento della reincarnazione;
- una visione cristocentrica, che considera il Cristo un'entità diversa da Gesù di Nazaret, il quale gli offrì la propria personalità come involucro fisico in cui discendere per consentirgli di operare nel mondo.